# Кетті Лайн
Кетті Лайн ((англ. Katty Line), справжнє ім'я Катрін Деніс Фредерік Болобан (фр. Catherine Denise Frédérique Boloban), нар. 13 березня 1947, Сюсі-ан-Брі, Франція) — французька співачка.

## Біографія
Знайдена Рене Порше (музичний продюсер, відомий під псевдонімом Кен Лін) як молодий талант, у середині 1960-х років Кетті Лайн почала свою співочу кар'єру у Франції, домоглась великого успіху у 1965 році, випустивши кавер-версію «N'hésite pas quand l'amour t'appelle» до пісні «Back In My Arms Again» гурту «The Supremes», а потім у 1966 році — з піснею «Ne fais pas la tete», кавер-версією до композиції «How Does That Grab You, Darlin'», написаної американським музикантом Лі Хезлвудом (випущена Ненсі Сінатрою), пізніше виступала також в Бельгії та Швейцарії. У 1968 році Кетті одружилася з Порше, її продюсером.
В Італії Кетті Лайн стала відомою після участі в телевізійній програмі «Stasera» з Адріано Челентано, де вона виділялася своєю красою та міні-спідницями. Челентано почав публікувати її записи на своїй власній студії «Clan Celentano», крім того, після телевізійного успіху, з Кетті Лайн підписала контракт італійська харчова компанія «Dufour» для реклами її продукції на телепередачі «Carosello». У 1969 році Кетті Лайн брала участь в пісенному конкурсі «Фестивальбар», з піснею «La rivale» (текст написали Мікі Дель Прете і Лучано Береттою, а музику — Лоренцо Пілат і Роберто Негрі), того ж року вона записала пісню «Tu vinci semper» (з текст написав Лучано Беретта і Крістіано Мінеллоно), каверверсію італійською мовою композиції «Touch me» гурту «The Doors».
У 1970 році Кетті Лайн брала участь у пісенному фестивалі «Кантаджіро» з піснею «In direction of the Sun». 1971 року вона брала участь у телевізійній програмі «Incontri d'estate»; однак в грудні того ж року співачка потрапила в жахливу автомобільну аварію, перебуваючи в машині зі своїм чоловіком: Порше загинув, а Кетті Лайн знаходилася в лікарні протягом 18 місяців, після чого вона вирішила повернутися до Франції. У 1980 році співачка знову з'явилася в Італії, щоб записати сингл «Adriano», пісню в стилі диско, з якою вона брала участь у телевізійній програмі «Superclassifica Show».

## Вибіркова дискографія

### LP (45, Італія)
- 1969 — La rivale/Tu vinci sempre (Clan Celentano, BF 69016)
- 1969 — Vent'anni/Finito (Clan Celentano, BF 69029)
- 1970 — In direzione del sole side/Every body (Clan Celentano, BF 69049)
- 1971 — La rivoluzione delle donne/Una promessa (Clan Celentano, BF 70013)
- 1980 — Adriano/Viens (Radio Records, ZBRR 7184)

### LP (33)
Записи з іншими артистами
- 1971 — Con me nel Clan (Clan Celentano, BF-LP 508; Кетті Лайн присутня з La rivoluzione delle donne; інші твори представлені Мау Крістіані, Тріо Балера, Піо Треббі, Coro Alpino Milanese, I Ragazzi Della Via Gluck, Barbarella і Адріано Челентано)

### EP
Міні-альбоми, опубліковані у Франції
- 1966 — Les mots croisés/Ne fais pas la tête/Un mini cœur/Dis-lui que je pense à lui (Disc'AZ, EP 1066)
- 1967 — N'Hésite Pas Quand L'Amour T'Appelle/Si Je Sors Avec Toi Le Samedi Soir/Tout Change En Grandissant/Avec Toi Je Veux Danser (Barclay, 70880)
- 1968 — Igor Natacha/Cent millions d’étoiles/Un petit peu d'amour/Chacun sa bataille (Discodis, LGL 003)

### LP (45, Франція)
Платівки, опубліковану у Франції
- 1967 — Sans un adieu/Quand s'en vont les framboises (Discodis, LGL 002 M; опубліковано під ім'ям Katty)